# Justin Zackham
Justin Zackham (né le 12 mai 1980  est un scénariste, réalisateur et producteur américain.

## Filmographie

### Comme scénariste

#### Au cinéma
- 2001 : Going Greek de Justin Zackham
- 2003 : The Fastest Man in the World de Corey Pearson
- 2007 : Sans plus attendre (The Bucket List) de Rob Reiner
- 2012 : Un grand mariage (The Big Wedding) de Justin Zackham
- 2013 : One Chance de David Frankel

Courts métrages
- 1999 : Caught in the Act de Justin Zackham

#### À la télévision
Séries télévisées
- 2011 : Lights Out, 13 épisodes